# Prespa-Schneider
Der Prespa-Schneider (Alburnoides prespensis) ist eine Süßwasserfischart aus der Familie der Karpfenfische. Sie galt ursprünglich als Unterart des Schneiders (Alburnoides bipunctatus) und ist im Prespasee endemisch. Aufgrund des kleinen Verbreitungsgebietes gilt das Taxon als gefährdet.

## Merkmale
Alburnoides prespensis erreicht eine Standardlänge von 90 Millimetern. Die Anzahl der Schuppen auf dem Seitenlinienorgan beträgt 42 bis 46. Es gibt 10 bis 11 ½ verzweigte Analflossenstrahlen. Die Maulspalte ist länger als der Augendurchmesser, der Abstand zwischen den Augen ist 1,2- bis 1,4-mal größer als der Augendurchmesser. Die Mundöffnung ist endständig und das Kinn ist nur leicht abgeschrägt. Die Länge des Schwanzstiels beträgt das 1,8- bis 2,2-Fache der Höhe.

## Vorkommen
Das Vorkommen von Alburnoides prespensis ist auf den Prespasee im Dreiländereck Nordmazedonien, Griechenland und Albanien beschränkt.

## Lebensraum und Lebensweise
Über die Lebensweise von Alburnoides prespensis ist nur wenig bekannt. Die Art bewohnt die Brandungszone entlang des Ufers. Die Laichzeit ist zwischen Mai und Juni. 